# Bolina (mytologie)
Bolina nebo Boline je v řecké mytologii jedna z nymf. Podle Pausaniá byla jednou ze smrtelných dívek z Achaii. Zamiloval se do ní bůh Apollón a když se k ní pokusil přiblížit Bolina utekla a vrhla se do moře. Poté jí bůh udělal nesmrtelnou. Na místě kde spadla do moře bylo založeno město Bolina.